# Friedrich Kasimir Medikus
Friedrich Kasimir Medikus (sau Friedrich Casimir Medicus; n. 6 ianuarie 1736, Grumbach, Renania-Palatinat, Germania – d. 15 iulie 1808, Mannheim, Marele Ducat de Baden, Confederația Rinului) a fost un medic și botanist german. 
Medikus s-a născut la Grumbach și a devenit director al Universității din Mannheim (Theodoro Palatinae Mannheim) și curator al grădinii botanice din Mannheim. A încurajat cultivarea salcâmilor  (Robinia)  în Europa. 
Genul Medicusia a fost denumit după numele său de către Conrad Moench (în prezent considerat sinonim cu  Picris).

## Lucrări (selecție)
- Geschichte periodischer Krankheiten (Karlsruhe, 1764).
- Sammlung von Beobachtungen aus der Arzengwissenschaft (Zurich, 2 volume).
- Briefe an den Hern I.G. Zimmermann, über cinige Erfahrungen aus der Arznegwissenschaft (Mannheim, 1766).
- Sur les rechutes et sur la contagion de la petite vérole, deux lettres de M. Medicus,... à M. Petit (Mannheim, 1767).
- Von dem Bau auf Steinkohlen (Mannheim, 1768). Text online:
- Beiträge zur schönen Gartenkunst (Mannheim, 1782). Text online:
- Botanische Beobachtungen (Mannheim, 1780-1784). TText online:
- Über einige künstliche Geschlechter aus der Malven- Familie, denn der Klasse der Monadelphien (Mannheim, 1787). Text online:
- Pflanzen-Gattungen nach dem Inbegriffe sämtlicher Fruktifications-Theile gebildet... mit kritischen Bemerkungen (Mannheim, 1792). Text online:
- Über nordamerikanische Bäume und Sträucher, als Gegenstände der deutschen Forstwirthschaft und der schönen Gartenkunst (Mannheim, 1792).
- Critische Bemerkungen über Gegenständen aus dem Pflanzenreiche (Mannheim, 1793). Text online:
- Geschichte der Botanik unserer Zeiten (Mannheim, 1793).Text online:
- Unächter Acacien-Baum, zur Ermunterung des allgemeinen Anbaues dieser in ihrer Art einzigen Holzart (Leipzig, quatre volumes, 1794-1798). Text online:
- Über die wahren Grundsätze der Futterbaues (Leipzig, 1796).
- Beyträge zur Pflanzen-Anatomie, Pflanzen-Physiologie und einer neuen Charakteristik der Bäume und Sträucher (Leipzig, 2 volume, 1799-1800).
- Entstehung der Schwämme, vegetabilische Crystallisation (Leyde, 1803).
- Fortpflanzung der Pflanzen durch Examen (Leyde, 1803). Text online:
- Beiträge zur Kultur exotischer Gewächse (Leipzig, 1806).

## Vezi și
- Lista botaniștilor după abrevierea de autor